# Richard F. Pettigrew

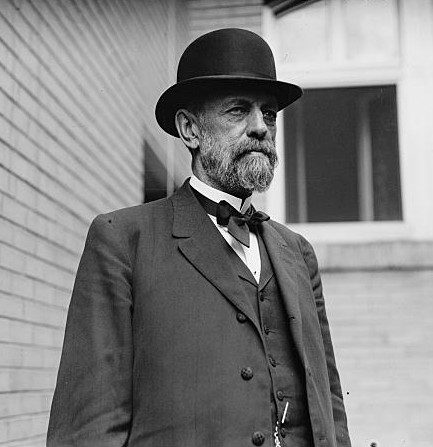
Richard F. Pettigrew (1913)

Richard Franklin Pettigrew (* 23. Juli 1848 in Ludlow, Windsor County, Vermont; † 5. Oktober 1926 in Sioux Falls, South Dakota) war ein US-amerikanischer Politiker (Republikanische Partei), der von 1881 bis 1883 Delegierter des Dakota-Territoriums im US-Repräsentantenhaus und von 1889 bis 1901 US-Senator des Bundesstaates South Dakota war.

## Frühe Jahre
Seine Familie zog 1854 nach Wisconsin, wo er die öffentlichen Schulen und die Evansville Academy in Evansville besuchte. 1864 ging er auf das Beloit College in Beloit. Er unterrichtete ein Jahr und studierte anschließend Jura in Iowa. Er besuchte ab 1867 das Law Department der University of Wisconsin–Madison. Dann zog er 1869 nach Dakota, wo er als stellvertretender US-Landvermesser tätig war. Er ließ sich in Sioux Falls nieder. Seine Zulassung als Anwalt bekam er 1871 und praktizierte von da an. Ferner war er weiter als Landvermesser und Immobilienhändler tätig.

## Politische Laufbahn
Pettigrew war 1872 Mitglied des territorialen Abgeordnetenhauses sowie 1877 und 1879 im territorialen Rat tätig. Dann wurde er als Delegierter in den 47. US-Kongress gewählt und diente dort vom 4. März 1881 bis zum 3. März 1883. Er kandidierte 1882 erfolglos um eine Wiederwahl in den 48. US-Kongress. 1885 wurde er wieder Mitglied des territorialen Rates. Mit der Aufnahme von South Dakota als Staat in die Union, wurde er 1889 in den US-Senat gewählt und 1895 wiedergewählt. Dort war er vom 2. November 1889 bis zum 3. März 1901 tätig. Er verließ am 17. Juni 1896 die Republikanische Partei und schloss sich den Silver Republicans an. Pettigrew kandidierte 1900 erfolglos um eine Wiederwahl. In der Zeit im US-Senat war Vorsitzender des Committee on Indian Affairs (54. und 55. US-Kongress).
Dann zog er nach New York City, wo er in einer Anwaltspraxis tätig war. Später kehrte er nach Sioux Falls zurück, wo er bis zu seinem Tod 1926 politisch und geschäftlich aktiv war. Er wurde auf dem Woodlawn Cemetery beigesetzt.